# Требгаст
Требгаст (нем. Trebgast) — община в Германии, в земле Бавария.

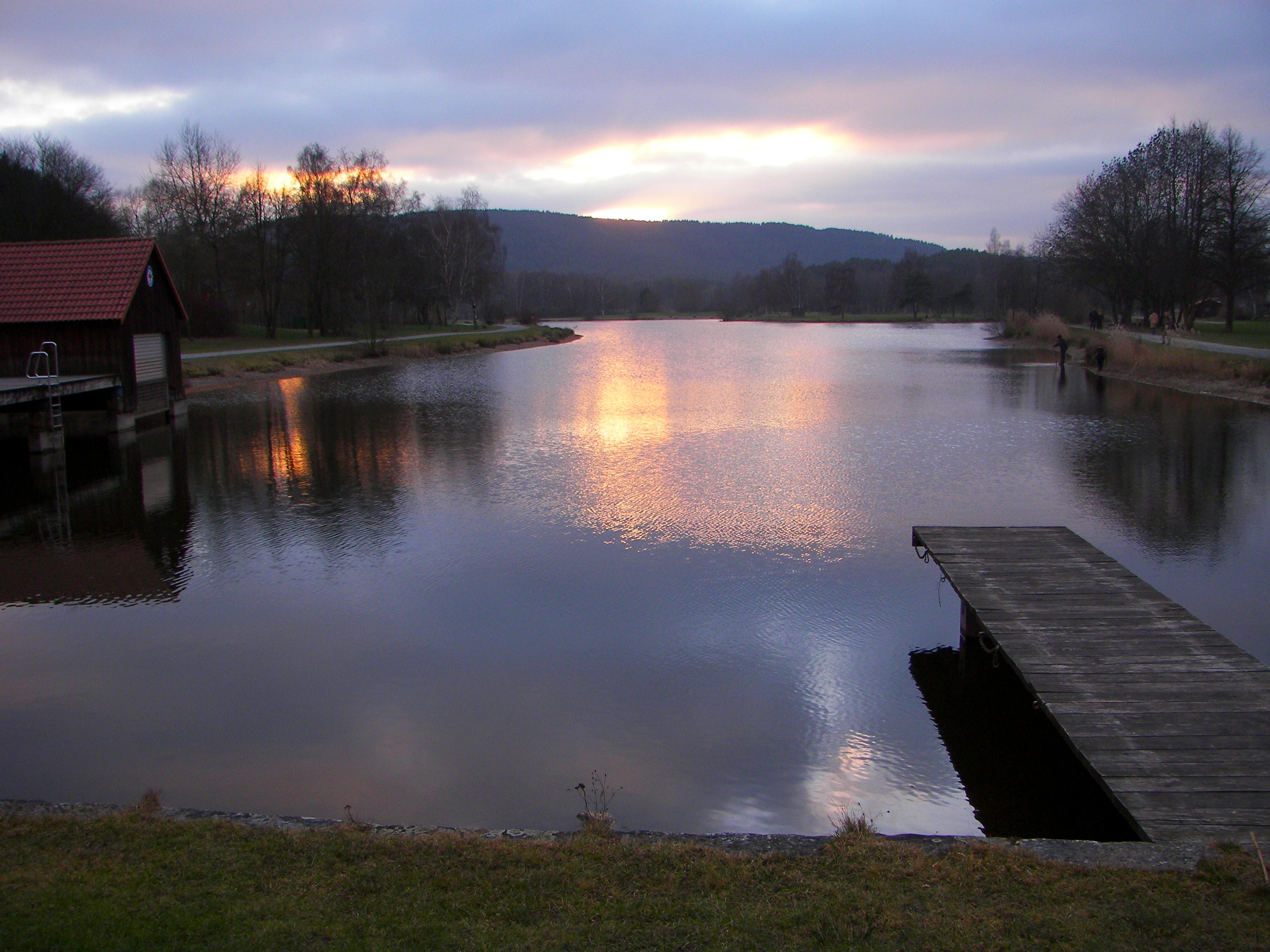
Swimming pond of Trebgast in winter

Подчиняется административному округу Верхняя Франкония. Входит в состав района Кульмбах. Население составляет 1645 человек (на 31 декабря 2010 года). Занимает площадь 17,08 км².

## Административное деление
В настоящее время община подразделяется на 4 сельских округа:
- Вайцендорф (нем. Waizendorf)
- Линдау (нем. Lindau)
- Требгаст (нем. Trebgast)
- Фойльн (нем. Feuln)

## Население
По оценке на 31 декабря 2015 года население общины Требгаст составляет 1588 чел. 

| Дата      | 1840 | 1871 | 1900 | 1925 | 1939 | 1950 | 1961 | 1970 | 1987 | 2011 |
| --------- | ---- | ---- | ---- | ---- | ---- | ---- | ---- | ---- | ---- | ---- |
| Население | 989  | 1198 | 1234 | 1251 | 1197 | 1745 | 1700 | 1739 | 1652 | 1648 |

| Год       | 1960 | 1970 | 1980 | 1990 | 2000 | 2009 | 2010 | 2011 | 2012 | 2013 | 2014 | 2015 |
| --------- | ---- | ---- | ---- | ---- | ---- | ---- | ---- | ---- | ---- | ---- | ---- | ---- |
| Население | 1721 | 1738 | 1589 | 1656 | 1776 | 1656 | 1645 | 1634 | 1617 | 1606 | 1603 | 1588 |

## История
Первое документальное упоминание Требгаста восходит к промежутку между 1028 и 1040 годами. Маркграфство Бранденбург-Байройт завладело территориальным суверенитетом селения с XIV столетия.

## Культура и достопримечательности
Наибольшей популярностью среди населения региона пользуется оздоровительный центр Требгаста с находящимся неподалёку озером.desee.
Также Требгаст известен благодаря находящимся там сценам под открытым воздухом.